# Källeströms damm
Källeströms damm är en sjö i Tingsryds kommun i Småland och ingår i Nättrabyåns huvudavrinningsområde.